# Edmund Schulthess
Edmund Julius Schulthess, född den 2 mars 1868 i Villnachern, död den 22 april 1944 i Bern, var en schweizisk politiker. 
Schulthess var först advokat i Brugg i kantonen Aargau och sedermera juridisk konsulent hos en stor maskinfirma i Baden. Han blev 1905 ledamot av schweiziska ständerrådet och var 1912–1935 medlem av förbundsrådet, där han ledde ekonomidepartementet. Schulthess hade under första världskriget betydande andel i, att Schweiz relativt väl kunde förses med råvaror och livsmedel. Som förbundsrådets president 1917 avvecklade han den konflikt, som uppstått genom förbundsrådsledamoten Arthur Hoffmanns åtgärd att underlätta framlämnandet av ett tyskt separatfredsanbud till ryska regeringen. Schulthess genomdrev en ny fabrikslag och införandet 1919 av 48 timmars arbetsvecka samt uppträdde ofta med framgång som medlare vid arbetskonflikter. Han tillhörde det frisinnade demokratiska partiet och var 1921 för andra, 1928 för tredje och 1933 för fjärde gången förbundspresident.